# Самотевичи
Самотевичи (бел. Саматэвічы) — упразднённая деревня в Костюковичском районе Могилёвской области Белоруссии. Родина белорусского поэта Аркадия Кулешова.
Деревня находится в заражённой после чернобыльской аварии зоне, для её посещения нужен специальный пропуск. 

## География
В десяти километрах от деревни проходит граница с Брянской областью Российской Федерации. Недалеко от деревни берёт начало река Олешня.
От Минска до деревни — 400 км.

## История
Самотевичи впервые упоминаются в 1585 году. Местечко входило в Кричевскую волость ВКЛ.
В деревне работал кирпичный завод. Испытывался каждый кирпич: взвешивался и опускался в воду. Вынимался через 10 дней и снова взвешивался. На строительство брались только не прибавившие в весе.
В Самотевичской школе учился А. Кулешов.
В 1984 году был основан Литературный музей имени Аркадия Кулешова, после аварии на ЧАЭС в музее почти не стало посетителей. В 1992 году музей перенесли в Костюковичский краеведческий музей, а в 1999 году в честь 85-летия со дня рождения Аркадия Кулешова экспозицию разместили в школе в Новых Самотевичах.
Старый дом поэта сгорел еще до погребения деревни. Останки дома засыпаны бульдозерами наряду с другими домами (около 1500 домов).
В 1992 году жители были переселены в посёлок для переселенцев Новые Самотевичи.

### 2009 год
Осталось несколько заброшенных домов (деревья уже проросли сквозь их фундамент и разрушили крыши).
Около пары десятков домов — жилые. Приезжает автолавка (автомагазин).
На месте бывшей центральной улицы — лесная дорога.

## Достопримечательности
- Остов Свято-Троицкой церкви (1842 год)[4]
- Недалеко от деревни находится криница «Студенец»
- Памятник погибшим в Великой Отечечественной войне
- Мемориальный камень А. А. Кулешову
- Памятник убитым в 1941 году евреям в местном гетто

## Галерея
- Свято-Троицкая церковь
- Свято-Троицкая церковь
- Мемориальный камень А. А. Кулешову
- Памятник евреям, убитым в 1941 году

## Известные уроженцы
- Ветров, Иван Дмитриевич (1905─1986) — советский государственный деятель, один из организаторов и руководителей партизанского движения на территории Полесской области в годы Великой Отечественной войны.
- Кулешов, Аркадий Александрович (1914─1978) — белорусский советский поэт и переводчик, сценарист. Народный поэт БССР.